# Петар Періца Відіч
Петар Періца Відіч (Сараєво, 7 серпня 1938 р.) — хорватський францисканець, священик, художник і графік з Боснії та Герцеговини.

## Біографія
Петер Періца Відіч народився 7 серпня 1938 року. Початкову школу він закінчив у Сараєво, а класичну гімназію — у Францисканській класичній гімназії у Високо. Також закінчив студії філософії та теології у Францисканській школі в Сараєво. З 1962 року працював у майстерні академічного художника Габріеля Юркіча, а з 1965 по 1966 рік — у майстерні академічного художника Стани Крегар у Любляні. У 1966 році поїхав до Відня і там вивчав графіку в класі професора Макса Мельчара в Академії образотворчих мистецтв. З 1970 року викладав образотворче мистецтво, а згодом історію мистецтва у Францисканській класичній гімназії у Високо. У францисканській громаді Босні Сребрени виконував обов'язки вихователя молодих францисканців. З 2000 року — президент Matica hrvatska в Сараєво. З 1995 року — член Академії наук і мистецтв Боснії та Герцеговини.

## Художні виставки
Художні виставки Відіча проходили у Боснії і Герцеговині та за кордоном.

## Нагороди
Петер Періца є опікуном францисканського монастиря св. Анте в Бістрику. У 2011 році Папа Римський Бенедикт XVI нагородив його Хрестом для Церкви та Папи Римського.